# Sansevieria pinguicula
Sansevieria pinguicula är en sparrisväxtart som beskrevs av Peter René Oscar Bally. Sansevieria pinguicula ingår i släktet bajonettliljor, och familjen sparrisväxter. Inga underarter finns listade i Catalogue of Life.

## Bildgalleri

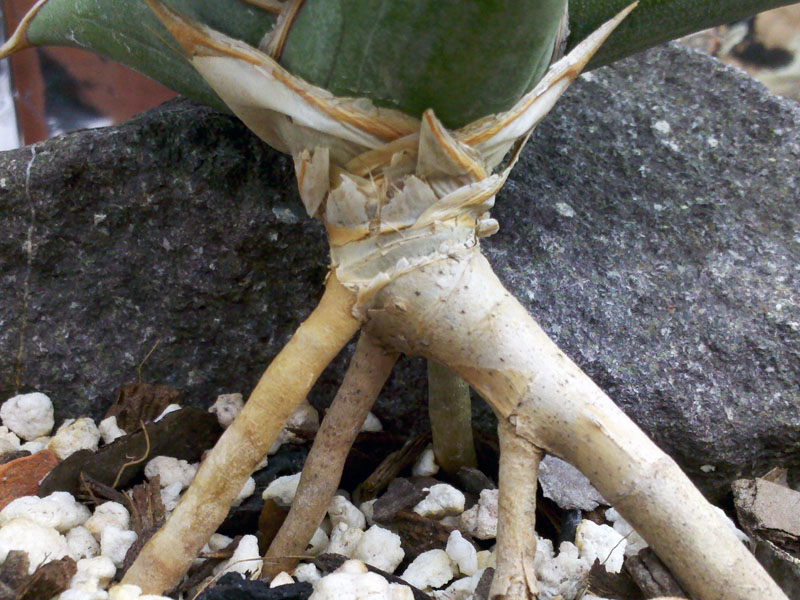
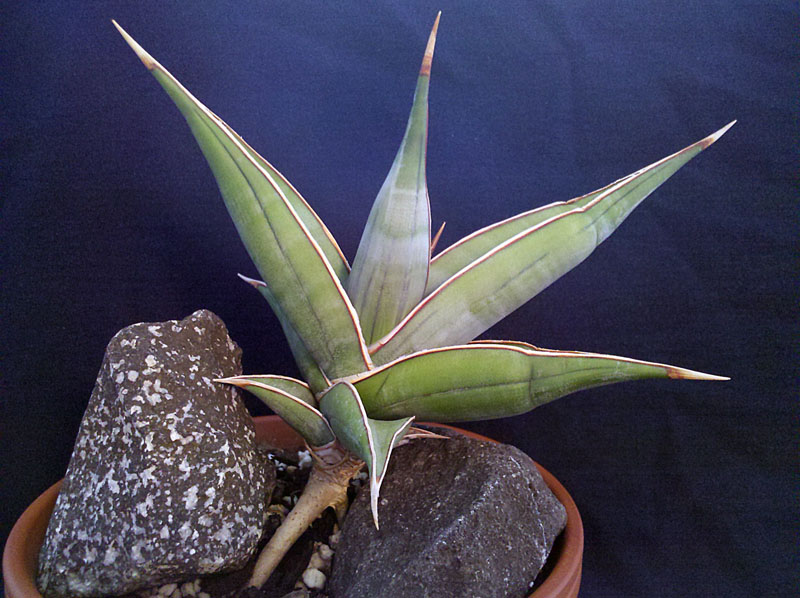
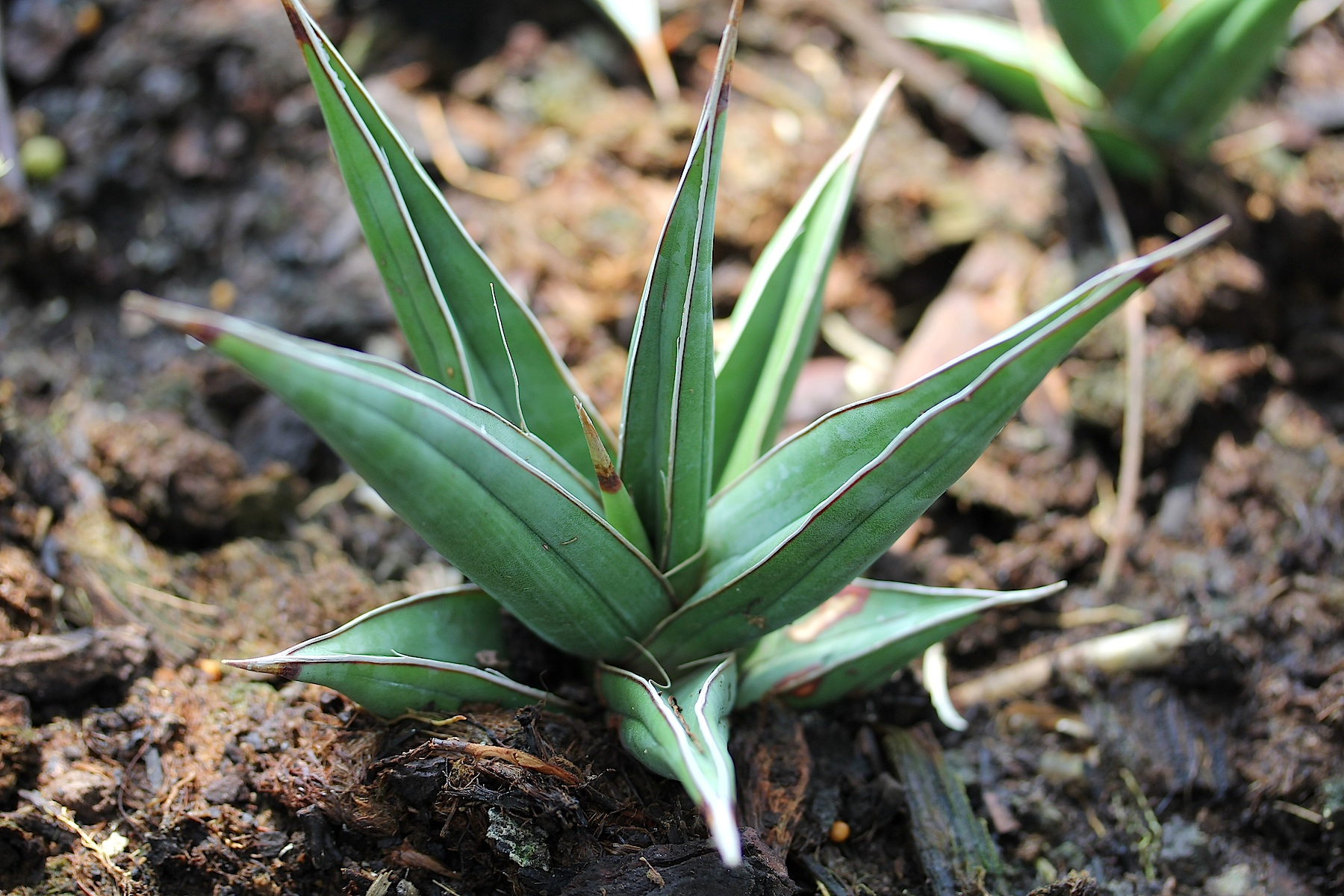
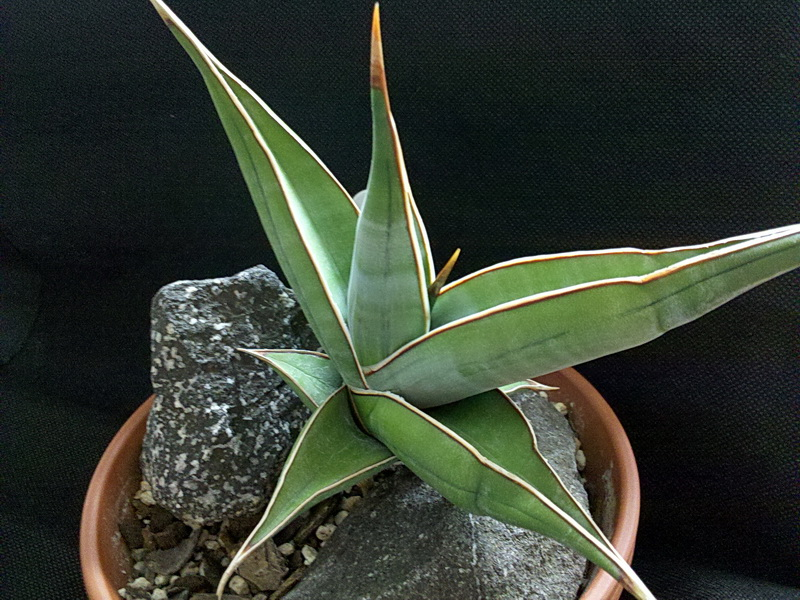